# Martin-Église
Martin-Église là một xã thuộc tỉnh Seine-Maritime trong vùng Normandie miền bắc nước Pháp.

## Huy hiệu
| Arms of Martin-Église | The arms of Martin-Église are blazoned: Per chevron and per pale Or and azure, a chevron counterchanged between 3 lanceheads inverted counterchanged sable and argent. |

## Dân số
| 1962                                 | 1968 | 1975 | 1982 | 1990 | 1999 | 2006 |
| ------------------------------------ | ---- | ---- | ---- | ---- | ---- | ---- |
| 921                                  | 942  | 1093 | 1185 | 1167 | 1331 | 1512 |
| Từ năm 1962: Dân số không tính trùng |      |      |      |      |      |      |